# Радничка класа
Радничка класа је израз који у најширем смислу означава појединце и друштвене групе у савременим друштвима који за живот зарађују првенствено темељем сопственог најамног рада.
Израз радничка класа, исто као и израз класа, може имати различита значења с обзиром на географске околности, историјски период и идеолошку подлогу темељем које се врши друштвена категоризација. Међутим, мање-више се створио консензус према коме је радничка класа у ужем смислу феномен који се везује за савремена капиталистичка, социјалистичка и друга друштва која су прошла кроз индустријску револуцију и урбанизацију.
За разврставање радничке класе од других друштвених слојева се користе разни критеријуми. Тако се, с обзиром на формалноправну једнакост радника и капиталиста врло често спомиње материјално богатство, односно припадност нижој класи у капиталистичким друштвима, односно непоседовање властитих средстава за производњу, па дакле и зависност од капиталистичких послодаваца.
Данас се пак под појмом радничка класа често подразумева традиционална радничка класа чији посао подразумева физички рад и за коју није потребно шире образовање, а за коју се често користи израз плави овратник. Насупрот томе су се као нова радничка класа у 20. веку појавили запосленици који за живот зарађују уредским радом који захтијева добро образовање, а за коју се користи израз бели овратник.
Марксистичка доктрина сматра како је радничка класа потлачена класа у капитализму, а како би у социјализму требало да постане владајућа класа и кроз диктатуру пролетаријата постепено створи бескласно друштво.
Марксистичко схватање радничке класе је последњих година изложено жестокој критици, с обзиром на то да многи припадници радничке класе у развијеним западним државама данас уживају животни стандард примеренији средњој класи него нижој класи. Концепт радничке класе је исто тако предмет критике због тога што се сматра непримереним модерним пост-индустријским друштвима.

## Дефиниције
Као и код многих термина који описују друштвену класу, радничка класа се дефинише и користи на много различитих начина. Најопштија дефиниција коју користе многи социјалисти је да радничка класа укључује све оне који (мање или више, непоседују фабрику) ништа да продају осим свог рада. Ови људи су се некада називали пролетаријатом, али је та дефиниција изашла из моде. У том смислу, радничка класа данас укључује беле и плаве оковратнике, физичке и обичне раднике свих врста, искључујући само појединце који живе од власништва над предузећима и рада других. Термин, који се првенствено користи ради евоцирања призора радника који пате у „класном хендикепу упркос њиховом индивидуалном напору“, такође може имати расне конотације. Ове расне конотације обухватају различите теме сиромаштва које имплицирају да ли неко заслужује помоћ.
Међутим, када се термин користи у неакадемском контексту у Сједињеним Државама, често се односи на део друштва који зависи од физичког рада, посебно када се надокнађује платом по сату (за одређене врсте науке, као и новинарске или политичке анализе). На пример, радничка класа је лабаво дефинисана као они који немају факултетске дипломе. Занимања радничке класе се затим категоришу у четири групе: неквалификовани радници, занатлије, спољни радници и радници у фабрици.

## Историја и раст
У феудалној Европи радничка класа као таква није постојала у великом броју. Уместо тога, већина људи је била део радничке класе, групе сачињене од различитих професија, заната и занимања. Адвокат, занатлија и сељак су сви сматрани делом исте друштвене јединице, трећег сталежа људи који нису били ни аристократе ни црквени службеници. Сличне хијерархије постојале су ван Европе у другим прединдустријским друштвима. Друштвени положај ових радничких класа сматран је уређеним природним законом и заједничким верским уверењем. Овај друштвени положај оспоравали су, посебно сељаци, на пример током Немачког сељачког рата.
Крајем 18. века, под утицајем просветитељства, европско друштво је било у стању промене, и ова промена се није могла помирити са идејом непроменљивог богоствореног друштвеног поретка. Богати чланови ових друштава створили су идеологије које су за многе проблеме радничке класе окривиле њихов морал и етику (тј. прекомерно конзумирање алкохола, уочена лењост и немогућност уштеде новца). У 
Стварању енглеске радничке класе, Е. Ф. Томпсон тврди да је енглеска радничка класа била присутна у свом стварању, и настоји да опише трансформацију предмодерних радничких класа у модерну, политички самосвесну радничку класу.

## Неформална радничка класа
Неформална радничка класа је социолошки термин који је сковао Мајк Дејвис, и описује класу од преко милијарду претежно младих урбаних људи који нису ни на који начин формално повезани са глобалном економијом и који покушавају да преживе првенствено у сламовима. Према Дејвису, ова класа више не одговара друштвено-теоријским концептима класе, од Маркса, Макса Вебера или теорије модернизације. Стога ова класа се развила широм света од 1960-их, посебно на јужној хемисфери. За разлику од ранијих схватања класе лумпен пролетаријата или појмова „слам наде“ из 1920-их и 1930-их, припадницима ове класе се једва дају шансе да се учлане у формалне економске структуре.